# Bolitoglossa altamazonica
Bolitoglossa altamazonica là một loài kỳ giông trong họ Plethodontidae.
Nó được tìm thấy ở Bolivia, Brasil, Colombia, Ecuador, Peru, và Venezuela.
Môi trường sống tự nhiên của chúng là các khu rừng ẩm ướt đất thấp nhiệt đới hoặc cận nhiệt đới.
Nó bị đe dọa do mất môi trường sống.

## Hình ảnh

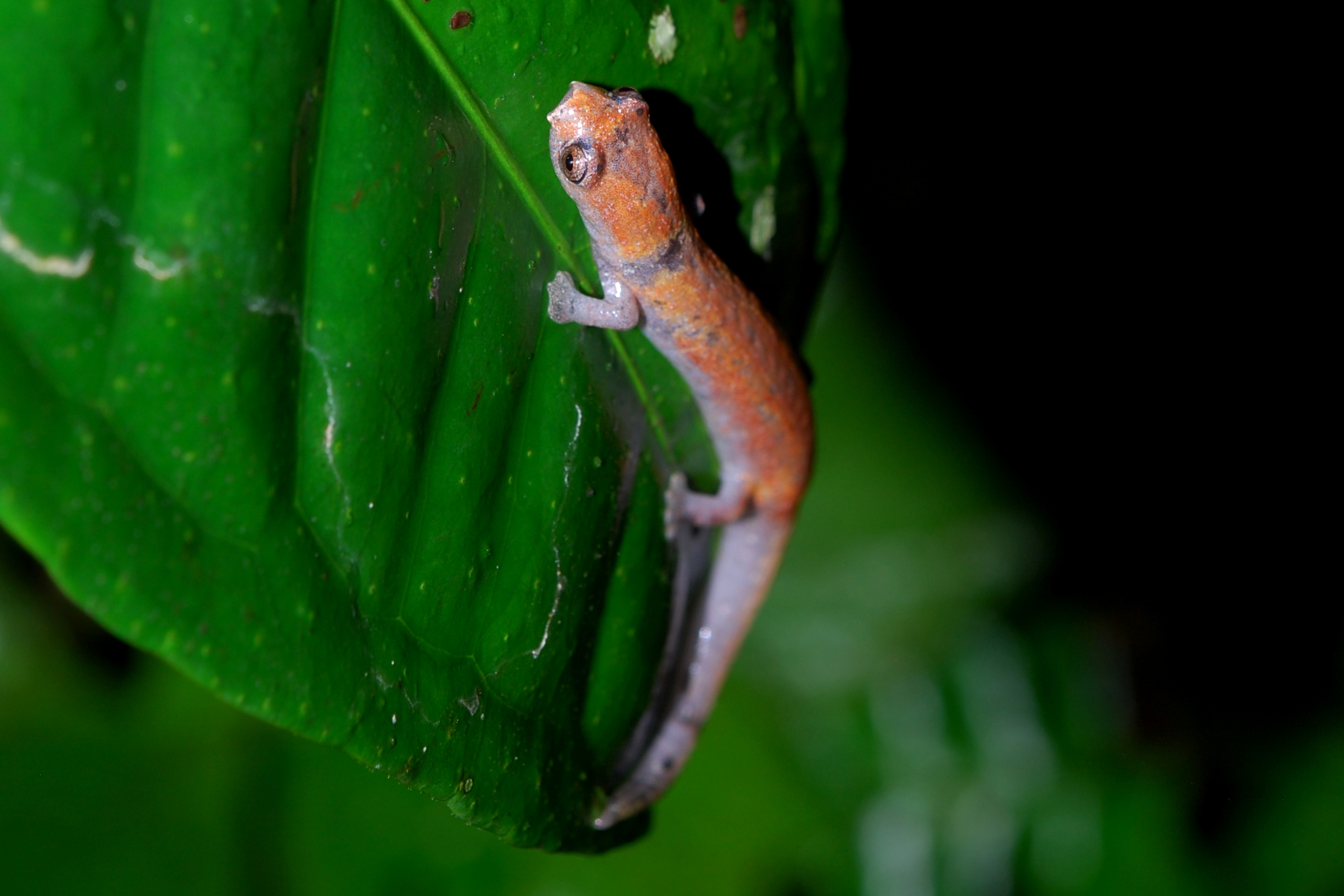